# Lophoptera chalybsa
Lophoptera chalybsa là một loài bướm đêm trong họ Noctuidae.